# Kelis
Kelis Rogers (mer känd som Kelis), född 21 augusti 1979 på Manhattan i New York, är en amerikansk sångerska. Hon rör sig främst mellan genrer som soul, hiphop och pop. 
Kelis slog som 19-åring igenom 1999 med låten "Caught Out There" från albumet Kaleidoscope. Skivan skrevs till stora delar av  producenterna Neptunes, som även var inblandade i hennes kommande två skivor. År 2003 en hit med låten "Milkshake" från hennes tredje album Tasty.
Hon gjorde turnén All Hearts Tour tillsammans med Robyn 2010.
Kelis var gift med rapparen Nas mellan 2005 och 2009. Vid tiden för skilsmässan var hon gravid med deras gemensamma son son föddes 2009.

## Diskografi
Studioalbum
- 1999 – Kaleidoscope
- 2001 – Wanderland (släpptes bara i Europa, Asien och Latinamerika)
- 2003 – Tasty
- 2006 – Kelis Was Here
- 2010 – Flesh Tone
- 2014 – Food

Livealbum
- 2014 – Live in London

Samlingsalbum
- 2008 – The Hits

Singlar (på Billboard Hot 100)
- 1999 – "Caught Out There" (#54)
- 2003 – "Milkshake" (#3)
- 2006 – "Bossy" (#16)